# Марин Бъчеваров
Марин Желязков Бъчва̀ров, по-късно се преименува на Марин Бъчева̀ров, е български астроном и университетски преподавател, първият професор по астрономия в Софийския университет и в България. От 1883 до 1926 г. извършва метеорологични и магнитни наблюдения в София.

## Биография
Роден е на 1 октомври 1859 г. в Горна Оряховица. Получава стипендия от българското правителство да следва астрономия във Физико-математическия факултет на Московския университет, където завършва през 1884 г. На 1 февруари 1887 г. поставя началото на метеорологичната служба в България, като основава първата метеорологична станция в София. В пролетта на 1892 г. започва да чете лекции по астрономия в създадената от него катедра по астрономия в Софийския университет, като общият курс по астрономия е разделен на четири отделни курса – сферическа астрономия, практическа астрономия, небесна механика и астрофизика. През 1893 г. е избран за първия професор по астрономия в България. По негова идея през 1892 г. започва строежа на астрономическата обсерватория на Софийския университет, която е завършена през 1894 г. В 1897 г. доставя първия съвременен наблюдателен астрономически инструмент в България – 6-инчов (15,2 cm) рефрактор. През 1895/1896 и 1904/1905 академична година е ректор на Софийския университет. Декан е на Физико-математическия факултет в Софийския университет през 1897/1898, 1901/1902, 1904/1905, 1911/1912 и 1914/1915 академична година. От 1904 г. обединява преподаването на астрономия в два курса – сферическа и практическа астрономия и по теоретична астрономия. През 1910 г. основава Астрономическия институт.
Умира на 23 ноември 1926 г. в София.

## Памет
На Марин Бъчеваров е наречена улица в квартал „Витоша“ в София (Карта).

## Име
По произхождение фамилното му име е Бъчваров. Смята се, че се преименува на Бъчеваров заради любовна история и впоследствие остава с нея.

## Научни трудове
- „Метеорологични наблюдения за София от 1-й март 1887 до 1-й март 1889 г.“ (1889)
- „Няколко бележки за климата в София“ (1889)
- „Магнитни наблюдения в България през XIX столетие“ (1904)